# Nyikolaj Platonovics Patrusev
Nyikolaj Platonovics Patrusev (oroszul: Никола́й Плато́нович Па́трушев; 1951. július 11. –) orosz politikus, biztonsági hírszerző tiszt, 2008 óta az Oroszországi Biztonsági Tanács titkára.  Korábban 1999 és 2008 között a Szövetségi Biztonsági Szolgálat (FSzB) igazgatójaként dolgozott.
Vlagyimir Putyin elnök belső köréhez tartozik,  az egyik legközelebbi tanácsadója, és az orosz nemzetbiztonsági ügyek egyik vezető személyisége. 

## Szankcionálása
2014. nyarán, a Krím Oroszország általi annektálása után felkerült az Európai Unió szankciós listájára.
2022. február végén az Egyesült Államok kormánya tette szankciós listára.